# Stefan Kazimierz Karp
Stefan Kazimierz Karp herbu własnego – podsędek żmudzki w latach 1705-1712, podstarości żmudzki w 1705 roku, ciwun szawdowski w latach 1704-1712, pisarz grodzki żmudzki w latach 1698-1704, ciwun berżański w latach 1695-1704, stolnik mozyrski w 1674 roku.
Był elektorem Augusta II Mocnego z Księstwa Żmudzkiego w 1697 roku.